# Drabæks Mølleå
Drabæks Mølleå udspringer vest for Lunderskov og løber gennem Drabæks Mølle i Lunderskov. Drabæks Mølle med møllesøen kan ses på Kornkammerets logo. Drabæks Mølle og Kornkammeret er ejet af Lantmännen. Drabæks Mølle hævdes (urigtigt) at være den ældste erhvervsvirksomhed i Danmark drevet under samme navn siden ca. 1100 Arkiveret 2. april 2015 hos  Wayback Machine
Drabæks Mølleå løber østpå og løber sammen med Åkær Å nordøst for Lunderskov; Åkær Å  bliver lidt længere mod øst, ved sammenløbet med Vester Nebel Å, der kommer fra nord,    til Kolding Å, der til slut løber ud i Kolding Fjord, ved Kolding Havn.
Fra år 1727 – 1850 fulgte Toldgrænsen Drabæks Mølleå. 

## Beskyttelse
Drabæks Mølleå er beskyttet vandløb efter Naturbeskyttelseslovens § 3

## Restaurering
Drabæks Mølleå er restaureret flere gange. Vejle Amt har i 1994 genoprettet forbindelsen mellem vandløbsstrækninger ved Drabæks Mølle, vha. at etablere en fisketrappe.
I 1993 blev der genoprettet forbindelse på vandløbsstrækningen ved Rolles Mølle. Dette blev gjort ved at lave et omløbsstryg, rundt om spærringen.